# Ronald Andrade
Ronald Andrade Arzabe (La Paz, siglo XX-circa 2010) fue un médico inmunólogo boliviano, destacado por su labor pionera de investigación y colaboración con pacientes viviendo con VIH y sida en Bolivia, así como la promoción de información e investigación en el campo de la inmunología en su país. Fue director del  Instituto Nacional de Laboratorios en Salud, INLASA.

## Labor profesional
Andrade fue uno de los primeros profesionales en trabajar de cerca la temática del VIH en Bolivia, pero su trabajo no se restringió a la investigación sobre ésta enfermedad.
El año 2000, como director de INLASA propuso al doctor Gil Patrick Fernández Coeuillet la creación del primer laboratorio de producción de sueros antiofídicos de Bolivia, logrando las licencias para la elaboración de varios de ellos en 2003.

## Apoyo a pacientes con VIH en Bolivia
Andrade es recordado por las personas viviendo con VIH en Bolivia como un aliado y amigo que no sólo trabajó en la investigación sobre la enfermedad y los protocolos y acciones necesarias en el país, si no que brindó apoyo personal y emocional de forma desinteresada. Al respecto Nancy Paredes, la primera mujer que se identificó públicamente como portadora de la enfermedad en Bolivia menciona:
Él ayudó mucho en todo, en la medicación,hacía visitas desinteresadas a sus pacientes y ayudó a desmitificar la idea que se tenía sobre la infección.

## Obra
Andrade fue autor de numerosos manuales y monografías, entre ellas:
- Manual de inmunología laboratorios de Nivel II.[6]
- Encuesta sobre el suministro de sangre inocua en Bolivia.[7]
- Cellular Immunity in Current Active Pulmonary Tuberculosis, 1991

## Reconocimientos
El laboratorio de inmunología del Instituto Nacional de Laboratorios en Salud fue denominado en su honor.